# Jozef Liščák
Jozef Liščák (18. ledna 1947 Svrčinovec – 13. října 2022) byl slovenský politik za Združenie robotníkov Slovenska, v letech 1994–1998 ministr spravedlnosti SR v třetí vládě Vladimíra Mečiara.

## Biografie
V roce 1976 absolvoval Právnickou fakultu Univerzity Komenského v Bratislavě. Stal se notářem v Čadci, později soudcem krajského soudu v Banské Bystrici a pak i předsedou senátu tohoto soudu. Specializoval se na občanské právo. Od prosince 1994 do října 1998 zastával post ministra spravedlnosti SR ve třetí vládě Vladimíra Mečiara jako člen Združenie robotníkov Slovenska.
Byl ženatý, měl dvě děti.